# Kripta (slobodno zidarstvo)
Slobodno zidarstvo Kripte (engl. Cryptic Masonry), odnosno Red kraljevskih i odabranih majstora (Order of Royal and Select Masters), jedan je od dodatnih redova u slobodnom zidarstvu koji predstavlja drugo tijelo američkog Yorčkog obreda, ali također djeluje i kao neovisni red engleskog sustava, pri čemu su oba oblika prvenstveno prisutna u angloameričkom kontekstu slobodnog zidarstva. Članovi se sastaju kao koncil, što je ekvivalent simboličkoj loži. Stupnjevi koji se izvode u koncilu kripte poznati su kao kriptični stupnjevi (Cryptic Degrees). Ovo tijelo je poznato i kao koncil kraljevskih i odabranih majstora (Council of Royal & Select Masters) iliti koncil slobodnih zidara kripte (Council of Cryptic Masons) ovisno o nadležnosti.

## Povijest
Stupnjevi kraljevskog majstora i odabranog majstora izvorno nisu bili dio jedinstvenog sustava; dodjeljivali su ih različita tijela i bili pod upravom zasebnih kocila. Prema raspoloživim, iako ponekad proturječnim izvorima, stupanj odabranog majstora smatra se najstarijim unutar kriptičnih stupnjeva. Uobičajena praksa bila je da se stupanj kraljevskog majstora dodjeljuje majstorima prije uzvišenja u kraljevski luk, dok se stupanj odabranog majstora dodjeljivao nakon tog uzvišenja. Takav raspored rezultirao je time da je nadzor nad kriptičkim stupnjevima u brojnim nadležnostima više puta prelazio iz jednih ruku u druge, čak i nakon osnutka velikih koncila. I danas su stupnjevi kraljevskog i odabranog majstora u nadležnostima Virginije i Zapadne Virginije pod nadležnošću velikog kapitela, a dodjeljuju ih pripadajući kapiteli.
Stupanj kraljevskog majstora razvijen je ponajprije u New Yorku pod vodstvom Thomasa Lowndsa, dok je stupanj odabranog majstora snažno promicao Philip Eckel u Baltimoreu. Eckel je tvrdio da je Veliki koncil odabranih majstora (Grand Council of Select Masters) osnovan u Baltimoreu već 1792. godine, dok je pouzdano poznato da je Veliki koncil kraljevskih majstora (Grand Council of Royal Masters) osnovan 1810. godine u New Yorku. Zaslugu za objedinjavanje ova dva stupnja u jedinstveni sustav pripisuje se Jeremyju Crossu, koji je to učinio oko 1818. godine, nakon čega je taj model prihvaćen u većini nadležnosti, osobito kako su se ovi stupnjevi širili izvan istočne obale Sjedinjenih Američkih Država.
Postoje snažne naznake da su mnogi elementi rituala Odabranog majstora preuzeti iz učenja određenih stupnjeva iz Drevnog i prihvaćenog škotskog obreda. Bez obzira na kasniju sistematizaciju, legenda na kojoj se temelji stupanj odabranog majstora vrlo je drevna.
Stupanj nadizvrsnog majstora ne povezuje se izravno s prethodna dva stupnja kriptičnih stupnjeva, barem ne po učenju i predaji. Zapisnici Kapitela kraljevskog luka "Sv. Andrija" u Bostonu bilježe da je stupanj s tim nazivom dodjeljivan već krajem 18. stoljeća. Prva potvrđena veza stupnja nadizvrsnog majstora s kriptičnim stupnjevima datira iz 22. prosinca 1817., kada je loža nadizvrsnih majstora organizirana od strane Velikog koncila kraljevskih majstora u New Yorku. Učenja, simbolika i ritualna struktura ovog stupnja ne nalikuju nijednom ranijem stupnju sličnog naziva, što podupire tvrdnju da je riječ o američkom podrijetlu. Ovaj stupanj je, i do danas ostaje, predmetom određenih prijepora — u nekim se nadležnostima redovno dodjeljuje kao dio kriptičnih stupnjeva, dok ga druge dodjeljuju isključivo kao počasni stupanj. U nekim su slučajevima čak osnivana i zasebni veliki koncili nadizvrsnih majstora.
Veliki koncil kraljevskih i odabranih majstora Engleske i Walesa, zajedno sa svojim distriktima i koncilima u inozemstvu, službeno je osnovano 29. srpnja 1873. godine od strane četiri engleska koncila koja su prethodno, dvije godine ranije, dobila povelje od Velikog koncila u New Yorku. Ta su se četiri koncila zatim organizirala u suvereno tijelo pod vodstvom G. R. Portala, bivšeg velikog meštra Reda majstora znaka, koji je ujedno postao i prvi veliki meštar Reda kraljevskih i odabranih majstora.

## Ustroj
Red kraljevskih i odabranih majstora, odnosno kripta, u slobodnom zidarstvu postoji u dvama oblicima: kao srednji stupnjevi Yorčkog obreda te kao neovisno slobodnozidarsko tijelo. Oba sustava su u velikoj mjeri slična u svojoj praksi, iako postoje manje razlike u broju i redoslijedu dodjele stupnjeva.

### U Yorčkom obredu
Kripta je posljednji segment Yorčkog obreda koji se izravno bavi Hiramovom legendom. Ovi stupnjevi čine prijelaz prema ritualima obnove Jeruzalemskog hrama, poznatima i kao legenda o Drugom hramu. Naziv kripta nosi jer je kripta, odnosno prostorija ispod posvećene građevine, sadržana u stupnjevima.
Slobodni zidari, majstori, moraju prethodno dosegnuti stupanj kraljevskog luka u svom matičnom kapitelu kraljevskog luka prije nego što se mogu prijaviti za članstvo u koncilu kripte. Članstvo u koncilu nije uvjet za članstvo u Vitezovima templarima u nekim nadležnostima Yorčkog obreda tako da se može preskočiti. U drugima je to uvjet.
Temeljni stupnjevi slobodnog zidarstva kripte u univerzalnom, odnosno američkom Yorkškom obredu, uključuju tri viša stupnja:
- kraljevski majstor (engl. Royal Master)
- odabrani majstor[a] (Select Master)
- nadizvrsni majstor[b] (Super Excellent Master)

#### Glavni veliki koncil
Mnogi veliki koncili diljem svijeta članovi su krovne organizacije pod nazivom Međunarodni Glavni veliki koncil slobodnih zidara Kripte (General Grand Council of Cryptic Masons International), osnovane 25. kolovoza 1880. godine. Izdaje tromjesečni časopis nazvan The Cryptic Freemason te podržava zakladu masona kripte za medicinska istraživanja.

### Kao neovisno tijelo
U Engleskoj i Walesu, svi majstori koji su ujedno i članovi kapitela kraljevskog luka te majstori znaka imaju pravo pristupiti Redu kraljevskih i odabranih majstora. Članovi nose poseban medaljon i prepoznatljivu pregaču koja ima trokutasti oblik, karakterističan za ovaj red. Redom u Engleskoj i Walesu se upravlja iz Mark Masons' Hall-a u Londonu.
Veliki koncil Engleske i Walesa ima nadležnost nad šest stupnjeva. Prva četiri stupnja dodjeljuju se unutar lokalnih koncila Reda, a većina članova prolazi kroz sve četiri razine. Ovi su stupnjevi temeljeni na legendi o Hramu kralja Salomona, te dodatno rasvjetljuju poveznice između stupnjeva majstora, majstora znaka i kraljevskog luka. Riječ je o sljedećim stupnjevima:
- odabrani majstor (Select Master)
- kraljevski majstor (Royal Master)
- najuzvišeniji majstor  (Most Excellent Master)
- nadizvrstan majstor (Super-Excellent Master)

Dva dodatna stupnja dodjeljuju se rijetko i s posebnom pažnjom, isključivo članovima s dugogodišnjim ili iznimnim zaslugama za Red. Ovi se stupnjevi izvode samo u određenim koncilima koja za to imaju posebno odobrenje Velikog meštra. Riječ je o sljedećim stupnjevima:
- trostruko proslavljeni starješina  (Thrice Illustrious Master), poznatiji kao Red srebrne mistrije (Order of the Silver Trowel)[8]
- izvrsni majstor (Excellent Master), također poznat kao prenošenje vela

Stupanj "trostruko proslavljeni starješina" ne treba brkati s titulom predsjedavajućeg koncilom koja glasi "proslavljeni starješina" (Illustrious Master). Iako sličnog naziva, stupanj i titula nisu međusobno povezani.

## Stupnjevi

### Kraljevski majstor
Kandidati koji pristupaju stupnju Kraljevskog majstora prolaze kroz ritual prožet dubokim simbolizmom i značajnim filozofskim poukama. Velik dio obreda obilježen je simboličkim prikazima i diskurzom koji produbljuje razumijevanje tradicije slobodnog zidarstva.
Ritualna izvedba stupnja dodatno rasvjetljava značenje i sadržaj svetih predmeta pohranjenih u Svetinji nad svetinjama Salomonova hrama, uključujući i Kovčeg Saveza. Time se u velikoj mjeri zaokružuje i dopunjuje smisao prethodnih stupnjeva. Stupanj je vremenski smješten između otkrića tijela Hirama Abifa i njegova podizanja te konačnog ukopa. U središtu radnje nalazi se susret Adonirama, Hiramova nasljednika, s dvojicom kraljeva – Salomonom i Hiramom Tirskim.

### Odabrani majstor
Ritual stupnja Odabranog majstora prikazuje i pojašnjava zbivanja u tajnoj, podzemnoj odaji Salomonova hrama. Legenda se temelji na nesmotrenosti jednog slobodnog zidara koji je prisluškivao razgovor između kralja Salomona, Hirama Tirskog i Hirama Abifa u "tajnoj riznici" — skrivenoj podzemnoj odaji u kojoj su se trojica velikih majstora običavala sastajati. Ritual je prožet emocionalnim nabojem svih sudionika te se s pravom smatra "zaključenjem kruga izvrsnosti" u tradiciji drevnog slobodnog zidarstva.

### Nadizvrsni majstor
Stupanj Nadizvrsnog majstora nema povijesnu ni simboličku povezanost sa stupnjevima Kraljevskog i Odabranog majstora. Temelji se na događajima tijekom opsade Jeruzalema, koju je predvodio Nebuzaradan, zapovjednik vojske kralja Babilonija. Ceremonije prikazuju konačno uništenje Hrama i odvođenje Židova u babilonsko sužanjstvo, kao što je simbolično predstavljeno u stupnju Kraljevskog luka.
Stupanj Nadizvrsnog majstora sastoji se od tri dojmljive scene. Prva scena prikazuje židovske sužnje u Babilonu pod vodstvom proroka Hagaja. U drugoj sceni, kralj Zedekija iz Judeje poslušava lažne savjetnike i odbacuje upozorenja proroka Jeremije, zbog čega trpi Božju osvetu. Treća scena prikazuje pad Jeruzalema i uhićenje pokvarenog kralja, kojeg s njegovim sinovima odvode pred kralja Nabukodonosora. Sinovi su smaknuti pred očima oca, nakon čega je Sedečiji oduzet vid i u lancima je odveden u Babilon.
Stupanj Nadizvrsnog majstora ubraja se među najbolje osmišljene, najdojmljivije i najljepše rituale. Snažno prosvjetljuje i ima veliku primjenjivost na svakodnevni život. U njegovoj dramatičnoj izvedbi biblijski likovi oživljavaju, prikazujući ovu povijesnu epizodu – Nabukodonosor ponovno vlada, Sedečija doživljava posljedice svoje zloće, dok Ezekijel i Jeremija prorokuju Božja obećanja.

## Počasni redovi
Uz tri temeljna stupnja u slobodnom zidarstvu Kripte postoje i počasni "starješinski" redovi kojima se pristupa isključivo po pozivu, kao što su:
- Red srebrne mistrije (Order of the Silver Trowel) odnosno Trostruko proslavljeni starješina (Thrice Illustrious Master),
- Red tajne riznice (Order of the Secret Vault).

### Red srebrne mistrije
Red srebrne mistrije poseban je stupanj koji se dodjeljuje izabranim, sadašnjim ili bivšim proslavljenim starješinama koncila kripte. Povelje za osnivanje velikih koncila Reda srebrne mistrije izdaje Veliki kraljevskih i odabranih majstora Sjeverne Karoline, koje je službeni čuvar ovoga stupnja.
Stupanj se temelji na biblijskoj priči o pomazanju Salomona za kralja Izraela, kao nasljednika svoga oca, kralja Davida. Priča rituala je u dva čina, pri čemu kandidat u oba simbolički predstavlja mladog kralja Salomona. U prvom činu, kandidat saznaje za urotu njegova polubrata Adonije, koji lukavo pokušava preoteti prijestolje. Također se upoznaje s ulogom svoje majke, Bat-Šebe, koja posreduje kod ostarjelog i teško bolesnog kralja Davida kako bi spriječila taj čin. Nakon što David izrazi svoju potporu, Salomona simbolički odvodi Benaja u rijeku Gihon, gdje ga prorok Natan i veliki svećenik Sadok svečano obvezuju, pomazuju i proglašavaju kraljem. U drugom činu, novopomazani kralj doveden je pred svoga oca Davida, koji mu u svojim posljednjim trenucima života prenosi moralne pouke, savjetujući ga da vlada pravedno i da Gospodinu služi svom snagom. Nakon što Salomon prihvati očeve upute, kralj David umire.

### Red tajne riznice
Koledž očuvanja (College of Preservation) pri Glavnom velikom koncilu svake godine prima nominacije od dekana iz svakog velikog koncila, s ciljem da uputi poziv na članstvo onim slobodnim zidarima koji su pokazali istinski duh slobodnog zidarstva Kripte i predano služenje slobodnom zidarstvu. Ovo počasno tijelo prima nove članove kroz poseban stupanj, koji simbolički odražava njihovu dosadašnju službu i predanost, ali i njihove buduće namjere unutar kriptičkog puta.

## Administrativni ustroj

### Lokalni koncil
Koncil (engl. Council) u mnogim je aspektima sličan plavoj loži – ima svoje dužnosnike i sustav ritualnih stupnjeva, koji u ovom slučaju obuhvaća tri stupnja: kraljevski majstor, odabrani majstor i nadizvrsni majstor. U nekim nadležnostima stupanj nadizvrsnog majstora smatra se neobaveznim. Uloge unutar koncila oblikovane su prema uzoru na plavu ložu, iako se nazivi često razlikuju, njihove su dužnosti u osnovi vrlo slične. Razlika se javlja i u rasporedu sjedenja – sva tri glavna časnika u koncilu sjede na istočnom podiju, dok zapovjednik straže i vodič koncila zauzimaju mjesta na zapadu i jugu.
Sljedeći popis navodi časničke dužnosti u plavoj loži te njima odgovarajući ekvivalent u koncilu kripte u Yorčkom obredu:
- starješina – proslavljeni starješina (engl. Illustrious Master)
- stariji nadzornik – zamjenik starješine (Deputy Master)
- mlađi nadzornik – glavni kontrolor rada (Principal Conductor of the Work)
- rizničar – rizničar (Treasurer)
- tajnik – arhivar (Recorder)
- kapelan – kapelan (Chaplain)
- stariji đakon – zapovjednik straže (Captain of the Guard)
- mlađi dakon – vodič koncila (Conductor of the Council)
- stariji stjuard – stjuard (Steward)
- mlađi stjuard – nema ekvivalenta
- maršal – maršal (Marshal)
- orguljaš – orguljaš/glazbenik (Organist/Musician)
- dvernik – stražar (Sentinel)

Koncili u nekim nadležnostima mogu imati više od jednog stjuard. Dužnost orguljaša ili glazbenika je neobavezna u svim tijelima i često ostaje nepopunjena. Također, dužnost maršala u koncilu je neobavezna u određenim nadležnostima.

### Veliki koncil
U Sjedinjenim Državama u svakoj saveznoj državi djeluje neovisni veliki koncil (engl. Grand Council) koji obavlja iste administrativne poslove za svoje podređene koncile kao što velika loža radi za svoje podređene lože. U drugim državama postoje veliki koncili na nacionalnoj razini. 
Veliki koncil također ima vlastite dužnosnike ekvivalentne onima u velikoj loži, pri čemu su njihove titule prilagođene nazivima dužnosti unutar samog koncila Yorčkog obreda:
- veliki majstor (engl. Grand Master)
- zamjenik velikog majstora (Deputy Grand Master)
- veliki glavni kontrolor rada (Grand Principal Conductor of the Work)
- veliki rizničar (Grand Treasurer)
- veliki arhivar (Grand Recorder)
- veliki kapelan (Grand Chaplain)
- veliki zapovjednik straže (Grand Captain of the Guard)
- veliki vodič koncila (Grand Conductor of the Council)
- veliki maršal (Grand Marshal)
- veliki stjuard (Grand Steward)
- veliki govornik (Grand Lecturer)
- veliki stražar (Grand Sentinel)

Nadležnosti koje nisu članice Glavnog velikog koncila mogu koristiti drukčije naslove od onih koje su uobičajene u tom sustavu. Primjerice, u Pennsylvaniji se koristi naslov "najmoćniji veliki majstor" (Most Puissant Grand Master) umjesto uobičajenog "najslavniji veliki majstor" (Most Illustrious Grand Master). Mnoge afroameričke velike lože umjesto toga koriste naziv "veliki trostruko slavni majstor" (Grand Thrice Illustrious Master).
U nadležnostima koje to prakticiraju, postoje i pokrajinski zamjenici velikog majstora (Regional Deputy Grand Masters) ili inspektori distrikta (District Inspectors) koje imenuje veliki majstor kako bi nadzirali rad unutar pojedinih okruga ili pokrajine, djelujući kao njegovi predstavnici. U drugim nadležnostima te dužnosti obavlja "meštar luka" (Master of the Arch). Veliki predstavnici (Grand Representatives) imenuju se radi održavanja kontakta i suradnje s odgovarajućim tijelima u drugim nadležnostima.
Velika vijeća također podupiru humanitarne projekte, pri čemu se vrsta i svrha dobrotvornih aktivnosti razlikuje od države do države.

## Iznimke, posebnosti i neslaganja
- U Kanadi, koncili dodijelju i stupanj mornara kraljevske arke.[16]
- U Škotskoj kriptične stupnjeve dodjeljuje kapitel kraljevskog luka.[17]
- U Hrvatskoj, koncili dodijelju dva stupnja (kraljevskog majstora i odabranog majstora) dok stupanj najodličnijeg majstora nije obavezan.[3]

## Rasprostranjenost
Veliki koncili kripte djeluju u više država diljem svijeta. Sve regularne nadležnosti prate svoje povijesno podrijetlo od Međunarodnog Glavnog velikog koncila slobodnih zidara kripte ili Reda kraljevskih i odabranih majstora Engleske i Walesa.
Veliki koncili kripte djeluju na područjima nadležnosti sljedećih regularnih velikih loža temeljem potpisanih konkordata:
- Regularne velike lože u SAD-u → 51 veliki koncil, po jedan u svakoj saveznoj državi[14]
- Šest velikih loža u istočnoj Kanadi[d] → Vrhovni veliki koncil kraljevskih i odabranih majstora istočne Kanade[18]
- Velika loža Kanade u pokrajini Ontario → Veliki koncil kraljevskih i odabranih majstora Ontarija[19]
- Četiri velike lože u zapadnoj Kanadi[e] → Veliki koncil kraljevskih i odabranih majstora zapadne Kanade[20]
- Ujedinjene velike lože Njemačke → Vrhovni veliki koncil kripte Njemačke[21]
- Legalna/Regularna velika loža Portugala → Veliki koncil kraljevskih i odabranih majstora Portugala[22]
- Nacionalna velika loža Rumunjske → Vrhovni veliki koncil kripte Rumunjske[23]
- Nacionalna velika loža Grčke → Veliki koncil kraljevskih i odabranih majstora Grčke i njenih koncila u inozemstvu[24]
- Veliki orijent Italije → Veliki koncil kripte Italije
- Velika loža Austrije → Veliki koncil kripte Austrije[25]
- Velika loža Hrvatske → Veliki koncil kripte Hrvatske[26]
- Ujedinjena velika loža Queenslanda → Vrhovni veliki kapitel kraljevskog luka Queenslanda[27]
- Regularne velike lože u Meksiku → Veliki koncil kripte Sjedinjenih Meksičkih Država[14]
- Velika loža Paname → Veliki koncil kripte Paname[14][28]
- Velika loža Cuscatlana u Salvadoru →
- Velika loža Gvatemale →
- Velika loža Ekvadora → Veliki kapitel slobodnih zidara kraljevskog luka Ekvadora[29]
- Regularne velike lože u Brazilu → Veliki koncil kraljevskih i odabranih majstora za Saveznu Republiku Brazil[30]
- Velika loža Perua → Veliki koncil kripte Perua[31]
- Velika loža Republike Venezuele → Veliki koncil kripte Venezuele[32]
- Simbolička velika loža Paragvaja → Veliki koncil kripte Paragvaja
- Velika loža Novog Zelanda → Veliki koncil kripte Novog Zelanda[33][34]
- Velika loža Filipina → Veliki koncil kraljevskih i odabranih majstora Filipina[35]
- Velika loža Zapadne Australije → Vrhovni veliki kapitel slobodnih zidara kraljevskog luka Zapadne Australije[36]
- Velika loža Japana
- Velika loža Kine
- Velika loža Gabona → Veliki koncil kripte Gabona[14]
- Nacionalna velika loža Madagaskara → Veliki koncil kripte Madagaskara
- Nacionalna velika loža Togoa → Veliko koncil kripte Togoa kraljevskih i odabranih majstora[37]
- Ujedinjena velika loža Engleske → Veliki koncil Reda kraljevskih i odabranih majstora Engleske i Walesa i njegovih distrikta i prekomorskih koncila[38]
  -  Kotarske velike lože u Indiji → Veliki koncil kraljevskih i odabranih majstora u Indiji[39]
- Veliki orijent Nizozemske → Veliki koncil kraljevskih i odabranih majstora Nizozemske
- Nacionalna velika loža Francuske → Veliki koncil kraljevskih i odabranih majstora u Francuskoj[40]
- Ujedinjena velika loža Viktorije → Veliki koncil kraljevskih i odabranih majstora Viktorije[41]
- Velika loža Škotske → Vrhovni veliki kapitel kraljevskog luka Škotske[42]
  -  Velika loža Češke
  -  Velika loža Bolivije
  -  Velika loža Gane
  -  Velika loža Tasmanije
  -  Ujedinjena velika loža Queenslanda